# Plagiogeneion rubiginosum
Plagiogeneion rubiginosum är en fiskart som först beskrevs av Hutton, 1875.  Plagiogeneion rubiginosum ingår i släktet Plagiogeneion och familjen Emmelichthyidae. Inga underarter finns listade i Catalogue of Life.